# Johann Christian Schickhardt
Johann Christian Schickhardt (Brunsvique, 1682 - Leida, antes de 26 de março de 1762) foi um compositor e instrumentista alemão.

## Biografia
Johann Christian Sckickhardt educou-se em composição e como instrumentista na sua cidade natal. Trabalhou nos Países Baixos na corte de Frederico II de Hesse-Cassel.
Compôs principalmente música de câmara para flauta de bisel e oboé.

## Obras
- 7 Sonatas, Op.2
- 12 Sonatas para Flauta de Bisel e Baixo Continuo, Op.17
- 6 Concertos para 4 Flautas de Bisel e Baixo Continuo, Op.19
- L'Alphabet de la Musique, Op.30